# Heterotrissocladius cooki
Heterotrissocladius cooki är en tvåvingeart som beskrevs av Ole Anton Saether 1975. Heterotrissocladius cooki ingår i släktet Heterotrissocladius och familjen fjädermyggor.
Artens utbredningsområde är Minnesota. Inga underarter finns listade i Catalogue of Life.